# Parc national de la Serra da Mocidade
Le parc national de la Serra da Mocidade est un parc national brésilien situé au centre de l'État de Roraima, dans une zone voisine de celle des Indiens Yanomami. Il a été créé par le décret du 29 avril 1998 et couvre une surface de 3768 km².

## Description
Le parc couvre deux régions géologiques : une partie de la zone est sur des roches très anciennes, du plateau des Guyanes, et une partie sur des terrains sédimentaires du Tertiaire-Pléistocène et du Quaternaire. Quant à sa géomorphologie, elle est située dans le plateau nord de l'Amazonie. Il est administré par l'Institut Chico Mendes pour la conservation de la biodiversité (ICMBio).
La zone du parc couvre une partie du drainage des rivières Água Boa do Univini et Catrimani, deux affluents de la rive droite du Rio Branco.
La végétation est essentiellement composée de la forêt amazonienne, avec des spécimens typiques, comme le Calebassier (Crescentia cujete). Le parc est un vaste habitat pour des animaux de diverses espèces, comme le jaguar, la loutre, ainsi que pour des oiseaux migrateurs de l'hémisphère nord, comme la harpie, l'épervier, la tortue blanche, la tortue de rivière, entre autres.

## Galerie

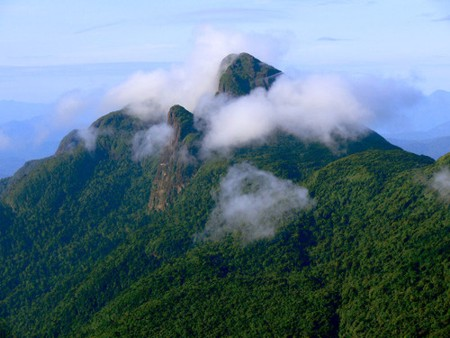
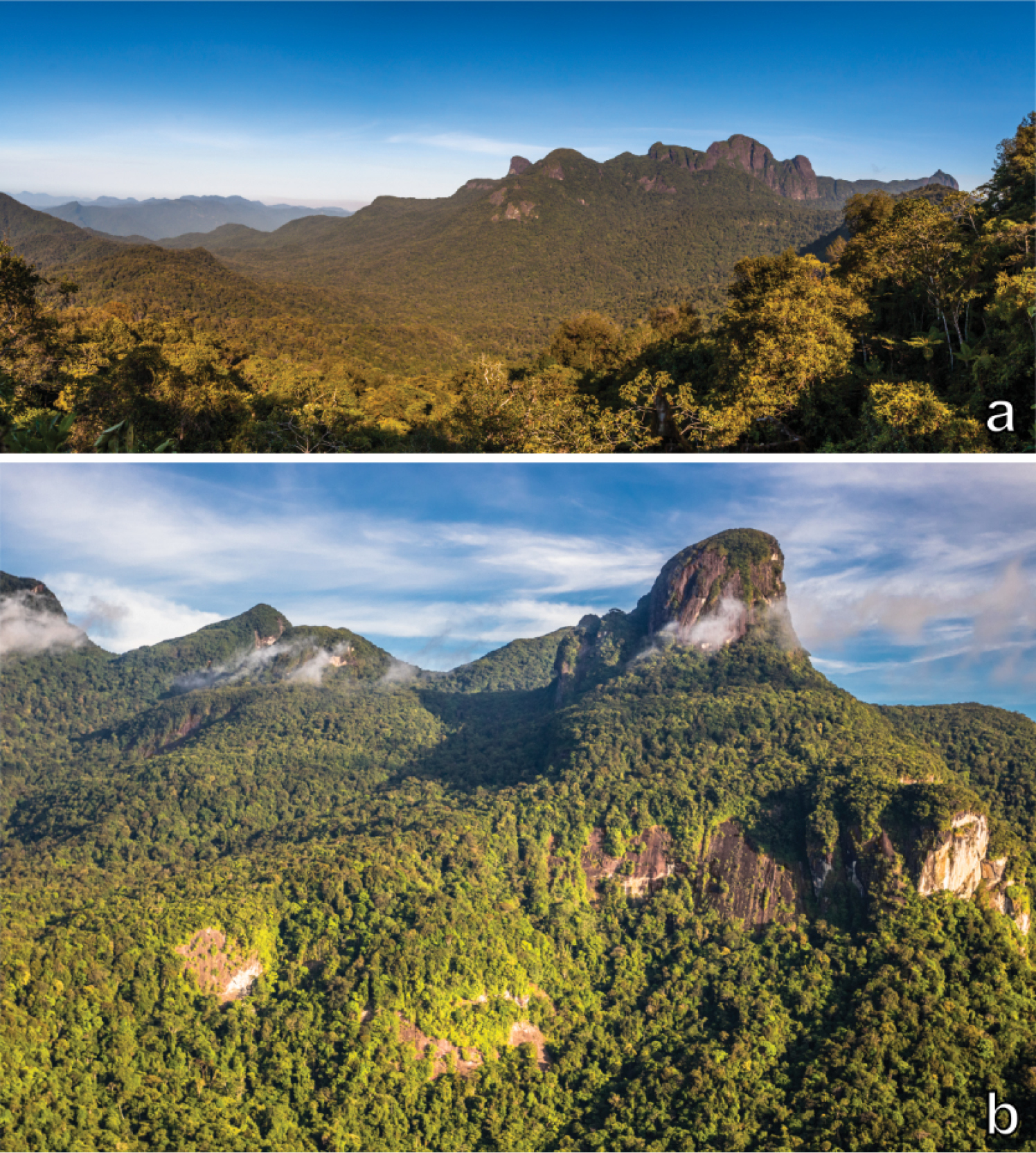
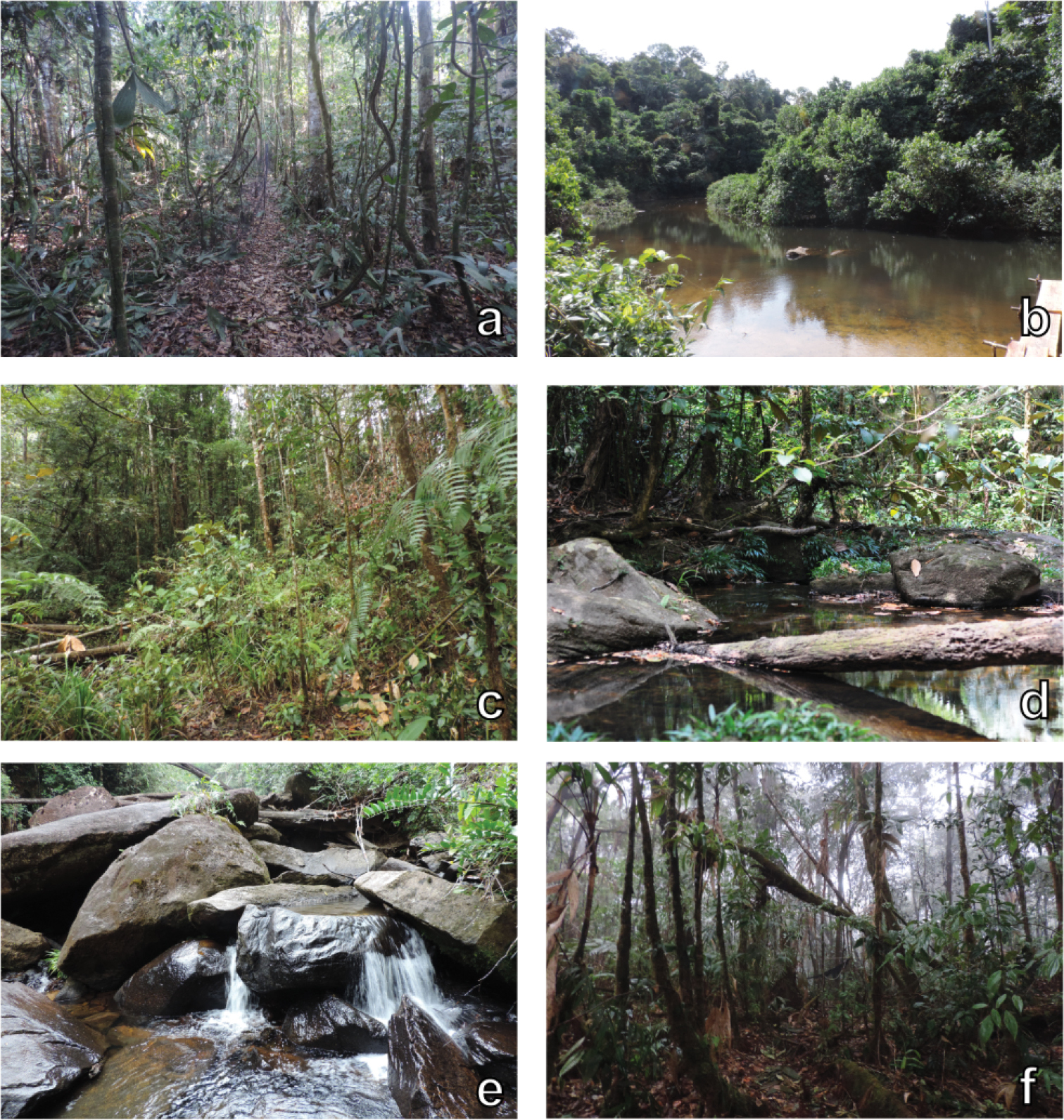

## Source
- (pt) Cet article est partiellement ou en totalité issu de l’article de Wikipédia en portugais intitulé « Parque Nacional Serra da Mocidade » (voir la liste des auteurs).